# Campionati europei di ciclismo su pista 2011
I Campionati europei di ciclismo su pista 2011 (ufficialmente, in inglese, 2011 Track Cycling European Championships) si sono svolti ad Apeldoorn, nei Paesi Bassi, tra il 21 e il 23 ottobre 2011. Ha ospitato l'evento l'arena Omnisport Apeldoorn.
Durante la competizione sono stati assegnati tredici titoli, sette in campo maschile e sei in campo femminile. Hanno partecipato 250 atleti, 161 uomini e 89 donne, in rappresentanza di 23 federazioni nazionali.

## Eventi
Venerdì 21 ottobre
- Inseguimento a squadre femminile
- Inseguimento a squadre maschile
- Velocità a squadre femminile
- Velocità a squadre maschile
- Corsa a punti femminile (25 km)
- Corsa a punti maschile (40 km)

Sabato 22 ottobre
- Velocità maschile
- Velocità femminile

Domenica 23 ottobre
- Americana (50 km)
- Keirin femminile
- Keirin maschile
- Omnium femminile (le ultime tre prove; le prime tre il 22 ottobre)
- Omnium maschile (le ultime tre prove; le prime tre il 22 ottobre)

## Nazioni partecipanti
- Austria
- Belgio
- Bielorussia
- Danimarca
- Estonia
- Finlandia
- Francia
- Germania

- Gran Bretagna
- Grecia
- Irlanda
- Italia
- Lituania
- Paesi Bassi
- Polonia
- Rep. Ceca

- Russia
- Slovacchia
- Spagna
- Svizzera
- Turchia
- Ucraina
- Ungheria

## Sommario degli eventi
| Eventi                          | Oro                                                                              | Prestazione | Argento                                                                             | Prestazione | Bronzo                                                            | Prestazione |
| Uomini                          |                                                                                  |             |                                                                                     |             |                                                                   |             |
| Keirin dettagli                 | Matthew Crampton Gran Bretagna                                                   |             | Christos Volikakis Grecia                                                           |             | François Pervis Francia                                           |             |
| Velocità dettagli               | Kévin Sireau Francia                                                             |             | Maximilian Levy Germania                                                            |             | Denis Dmitriev Russia                                             |             |
| Velocità a squadre dettagli     | Germania René Enders Robert Förstemann Stefan Nimke                              | 44"022      | Francia Mickaël Bourgain François Pervis Kévin Sireau                               | 44"415      | Polonia Maciej Bielecki Kamil Kuczyński Damian Zieliński          | 44"809      |
| Inseguimento a squadre dettagli | Gran Bretagna Steve Burke Ed Clancy Peter Kennaugh Geraint Thomas Andrew Tennant | 4'00"008    | Danimarca Casper Folsach Lasse Norman Hansen Michael Mørkøv Rasmus Christian Quaade | 4'06"787    | Russia Valerij Kajkov Evgenij Kovalëv Ivan Kovalëv Viktor Manakov | 4'04"508    |
| Americana dettagli              | Belgio Kenny De Ketele iljo Keisse                                               | 19 p.ti     | Svizzera Claudio Imhof Cyrille Thièry                                               | 12 p.ti     | Francia Vivien Brisse Morgan Kneisky                              | 11 p.ti     |
| Omnium dettagli                 | Ed Clancy Gran Bretagna                                                          | 33 p.ti     | Bryan Coquard Francia                                                               | 33 p.ti     | Elia Viviani Italia                                               | 35 p.ti     |
| Corsa a punti dettagli          | Rafał Ratajczyk Polonia                                                          | 43 p.ti     | Silvan Dillier Svizzera                                                             | 39 p.ti     | Milan Kadlec Rep. Ceca                                            | 36 p.ti     |
| Donne                           |                                                                                  |             |                                                                                     |             |                                                                   |             |
| Keirin dettagli                 | Victoria Pendleton Gran Bretagna                                                 |             | Clara Sanchez Francia                                                               |             | Sandie Clair Francia                                              |             |
| Velocità dettagli               | Ljubov Šulika Ucraina                                                            |             | Vol'ha Panarina Bielorussia                                                         |             | Viktorija Baranova Russia                                         |             |
| Velocità a squadre dettagli     | Gran Bretagna Victoria Pendleton Jessica Varnish                                 | 33"276      | Ucraina Olena C'os' Ljubov Šulika                                                   | 33"786      | Germania Kristina Vogel Miriam Welte                              | 33"678      |
| Inseguimento a squadre dettagli | Gran Bretagna Danielle King Joanna Rowsell Laura Trott                           | 3'22"618    | Germania Charlotte Becker Lisa Brennauer Madeleine Sandig                           | 3'29"596    | Bielorussia Alena Dyl'ko Aksana Papko Taccjana Šarakova           | 3'26"864    |
| Omnium dettagli                 | Laura Trott Gran Bretagna                                                        | 25 p.ti     | Taccjana Šarakova Bielorussia                                                       | 29 p.ti     | Kirsten Wild Paesi Bassi                                          | 32 p.ti     |
| Corsa a punti dettagli          | Evgenija Romanjuta Russia                                                        | 19 p.ti     | Katarzyna Pawłowska Polonia                                                         | 14 p.ti     | Jarmila Machačová Rep. Ceca                                       | 13 p.ti     |

## Medagliere
| Pos.   | Nazione       | Oro | Argento | Bronzo | Totale |
| ------ | ------------- | --- | ------- | ------ | ------ |
| 1      | Gran Bretagna | 7   | 0       | 0      | 7      |
| 2      | Francia       | 1   | 3       | 3      | 7      |
| 3      | Germania      | 1   | 2       | 1      | 4      |
| 4      | Polonia       | 1   | 1       | 1      | 3      |
| 5      | Ucraina       | 1   | 1       | 0      | 2      |
| 6      | Russia        | 1   | 0       | 3      | 4      |
| 7      | Belgio        | 1   | 0       | 0      | 1      |
| 8      | Bielorussia   | 0   | 2       | 1      | 3      |
| 9      | Svizzera      | 0   | 2       | 0      | 2      |
| 10     | Danimarca     | 0   | 1       | 0      | 1      |
| 10     | Grecia        | 0   | 1       | 0      | 1      |
| 12     | Francia       | 0   | 0       | 2      | 2      |
| 13     | Italia        | 0   | 0       | 1      | 1      |
| 13     | Paesi Bassi   | 0   | 0       | 1      | 1      |
| Totale | Totale        | 13  | 13      | 13     | 39     |